# ロマネプロモーション
ロマネプロモーションは、役者、俳優、女優の育成、プロデュースをする芸能プロダクションであり、ブロードバンドテレビ放送局の企画、映画製作等へも多面展開している。製作したDVD販売なども行う。2007年設立。創業者は佳本周也。

## 業務
- テレビ・映画・CMの企画・制作・配給。
- プロモーションDVDの企画、制作。
- モデル・派遣・プロダクション業務。
- ブロードバンドテレビ放送局の企画・運営。
- 俳優、女優の育成プロデュース。
- 俳優、女優、タレント等のジャンルの所属者のマネジメント。

## 特徴
- 所属者同士の親交が深い、アットホームな社風である。
- アクションを特技とした俳優の育成に力を入れているのも特徴である。

## 主な制作映画

### DVD映画
- star rainbow～ヒーローへの道～
- MICHIRU
- クリミナルハンティング
- 格闘龍少女
- ラン～復讐という名の運命
- シャドーガール
- シャドーガール2
- シャドーガール3
- リベンジ
- HONEST
- 虎剣心
- ファイブガールズ
- ∞無限大
- ロビューン
- Fullfree
- インバルブ
- 武士道

#### 劇場公開映画
- 喧嘩上等天下高校（2009年）
- ストイックガール 完全版（2009年）
- B-ON（2010年）
- B-ON 美女木兄弟戦争篇（2010年）
- 学忍（2010年）
- B-ON 不良全滅篇（2010年）
- ブラックスクール 裏黒（2011年）
- ブラックスクール 黒白（2011年）
- ブラックスクール 白光（2011年）
- デスヤンキー 中坊篇（2011年）
- デスヤンキー 高校生篇（2011年）
- デスヤンキー 死闘篇（2011年）
- TO-BE（2011年）
- B-ON 蘭城高校危機一髪篇（2012年）
- G-ON（2012年）
- ワーストギア（2012年）
- 少年ギャング（2012年）
- ワルガール（2012年）
- B-ON 死闘篇（2012年）
- B-ON 決闘篇（2012年）
- ダブルX（2012年）
- G・F・G（2012年）
- B-ON.R 奴が帰って来た篇（2012年）
- ギャングジャッジ（2012年）
- ヤンキーロード（2013年）
- ローリングQ（2013年）
- ごくやん〜極道ヤンキーティーチャー（2013年）
- BEN BEN（2013年）
- BEN BEN ZERO~爆裂ヤンキー伝（2013年）
- デッド･ヤンキー･デッド（2013年）
- WELLDONE〜極道兄弟（2013年）
- BOMBER~ヤンキーポリス（2013年）
- 喧嘩請負人（2013年）
- DEMOLITION（2013年）
- 悪少年(ヤンキー)（2014年）
- ギャン×key（2014年）
- クローＺ（2014年）
- 少女ギャング（2014年）
- ごくやん～突破口篇～（2014年）
- 荒くれＫＩＮＧ（2014年）
- ごくやん～絆篇～（2015年）
- ドラゴンヤンキー（2015年）
- ダる。（2015年）
- Ｇ+Ｂ（2015年）

#### ＣＭ
- BLOOD MONEY TOKYO

#### 配信
- アンペアー（2016年）